# Yang Kuei-mei
Pour les articles homonymes, voir Mei.
Yang Kuei-mei (楊貴媚) est une actrice taïwanaise, née le 6 septembre 1959 à Taipei (Taïwan).

## Filmographie
- 1980 : Everlasting Chivalry (Xia ying Liu Xiang)
- 1981 : Once Again with Love (You jian chun tian)
- 1987 : Dao cao ren
- 1992 : Hill of No Return (Wu yan de shan qiu)
- 1994 : Lonely Hearts Club (Ji mo fang xin ju le bu)
- 1994 : Salé, Sucré (Yin shi nan nu) : Jia-Jen
- 1994 : Vive l'amour (Ai qing wan sui) : May Lin
- 1995 : Ri guang xia gu : Hong Liu
- 1996 : In a Strange City (Zai mo sheng de cheng shi)
- 1996 : Tonight Nobody Goes Home (Jin tian bu hui jia) : Qin Zhen
- 1997 : Little-Life-Opera (Yi sheng yi tai xi)
- 1997 : La Rivière (He liu) : Girl in Hotel
- 1998 : The Hole (Dong) : The Woman Downstairs
- 2002 : Robinson's Crusoe (Lu bin xun piao liu ji) : Billie
- 2002 : Double Vision (Shuang tong) : Coroner
- 2003 : Goodbye, Dragon Inn (Bu san) : Peanut Eating Woman
- 2005 : La Saveur de la pastèque (Tian bian yi duo yun) : Taiwanese Porn Actress
- 2005 : The Moon Also Rises (Yue guang xia wo ji de) : Pao-chai
- 2005 : Shen hai
- 2005 : Moonlight in Tokyo (Ching yi ngor sum gi) : Yan
- 2006 : The Knot (Yun shui yao) : Xu Feng-liang
- 2007 : Pleasure Factory (Kuaile gongchang) : Linda

## Distinctions
- Prix de la meilleure actrice au Festival international du film de Singapour en 1995 pour Vive l'amour
- Prix de la meilleure actrice asiatique au Festival international du film de Singapour en 1999 pour The Hole
- Prix du meilleur second rôle féminin à l'Asia Pacific Film Festival en 2003 pour Goodbye, Dragon Inn
- Prix de la meilleure actrice au Golden Horse Film Festival en 2004 pour The Moon Also Rises